# 2022年臺中市第二選舉區立法委員缺額補選
中華民國第十屆立法委員臺中市第二選舉區缺額補選，為中華民國臺中市第二選舉區（包含沙鹿區、龍井區、大肚區、烏日區、霧峰區）原任第10屆立法委員陳柏惟（ 台灣基進）因罷免案通過而被解職後所進行的選舉，將於2022年1月9日舉行。臺北市第五選舉區同日亦舉行針對時任立法委員林昶佐的罷免投票。
是次選舉廣受全國關注，而投票率亦高達58.2%，成為2009年南投縣第一選舉區立法委員缺額補選以來及未與大選合併之補選中最高的投票率紀錄。此外，顏寬繼2013年臺中市第二選舉區立法委員缺額補選後第二次投入該選區的補選，亦是其家族在2020年意外敗選後首次選舉，但因過去爭議不斷而在兩年內吞下兩連敗，也是民進黨提名候選人首次在本區當選，勝出的林靜儀亦是本區首位女性當選人，在卸任不足兩年後重返立法院。

## 選前活動
罷免生效後，民進黨曾意圖不推出人選，而支持基進黨人選。由於基進黨在當地並無黨籍議員及符合資格的人選，後民進黨打算派出地方議員應戰，最終仍推出具專業形象的前不分區立委林靜儀，轉戰本區區域立委席次。
國民黨曾有可能派出時任台中市議會副議長顏莉敏競選，但經多方考量，最後仍是顏寬恆出線。
台灣民眾黨創黨主席柯文哲曾告知台中市黨部，要不要派人參與補選，「自己處理」「民眾黨不是民進黨、不需候選人都由主席決定」。地方黨部因此曾放話「補選不會缺席」，但黨中央其後認為「再來一次4%慘案誰受得了！」決定不派人參選，也不積極表態支持。

## 候選人及競選活動

### 顏寬
顏寬恒為現任大甲鎮瀾宮董事長顏清標之子，繼承衣缽在本選區長年擔任立委，2020年意外連任失利。由於顏清標家族的人脈與政商關係，顏寬恒及其胞妹—現任台中市議會副議長顏莉敏一直被視為該選區強棒，罷免投票結束後，便被外界及在地民意代表認為極有可能代表中國國民黨參選。11月9日，選前兩個月，國民黨中央正式宣布徵召前立委顏寬恒參選。18日正式登記。

### 林靜儀
外界臆測，民進黨最可能由多次對抗顏家而小輸的陳世凱出馬，或是前台中市市長林佳龍嫡系議員張家銨披掛上陣。其後民進黨宣布推派曾任該黨不分區立委的林靜儀，並得到臺灣基進的支持，成為民進黨、台灣基進共推的候選人。11月3日，民進黨中央正式宣布徵召前立委林靜儀參選，由林佳龍出任競選總部主委，遭到罷免的前台灣基進立委陳柏惟出任競選總幹事。15日正式登記。

### 林金連
11月4日，黎明幼兒園前園長宣布參選。19日，正式登記參選。

### 李昇翰
11月16日，李昇翰登記參選。

### 張烱春
11月17日，張烱春登記參選。

## 民意調查
| 菱傳媒（页面存档备份，存于） | 2021年12月29日 | 49.37% | 39.76% | 0.61% | 0.28% | 0.40% | 9.58% |
| 民進黨（页面存档备份，存于） | 2021年12月29日 | 42.8%  | 39.3%  | -     | -     | -     | 18.9% |

## 選舉結果
| 2022年臺中市第二選舉區立法委員補選選舉結果 | 2022年臺中市第二選舉區立法委員補選選舉結果 | 2022年臺中市第二選舉區立法委員補選選舉結果 | 2022年臺中市第二選舉區立法委員補選選舉結果 | 2022年臺中市第二選舉區立法委員補選選舉結果 | 2022年臺中市第二選舉區立法委員補選選舉結果 |
| 號次                                       | 候選人                                     | 政黨                                       | 得票數                                     | 得票率                                     | 當選標記                                   |
| ------------------------------------------ | ------------------------------------------ | ------------------------------------------ | ------------------------------------------ | ------------------------------------------ | ------------------------------------------ |
| 1                                          | 張炯春                                     | 台灣股票黨                                 | 337                                        | 0.20%                                      |                                            |
| 2                                          | 林金連                                     | 無黨籍                                     | 633                                        | 0.37%                                      |                                            |
| 3                                          | 李昇翰                                     | 無黨籍                                     | 617                                        | 0.36%                                      |                                            |
| 4                                          | 林靜儀                                     | 民主進步黨                                 | 88,752                                     | 51.83%                                     |                                            |
| 5                                          | 顏寬                                       | 中國國民黨                                 | 80,912                                     | 47.25%                                     |                                            |
| 選舉人數                                   | 選舉人數                                   | 選舉人數                                   | 295,985                                    | 295,985                                    | 295,985                                    |
| 投票數                                     | 投票數                                     | 投票數                                     | 172,446                                    | 172,446                                    | 172,446                                    |
| 有效票                                     | 有效票                                     | 有效票                                     | 171,251                                    | 171,251                                    | 171,251                                    |
| 無效票                                     | 無效票                                     | 無效票                                     | 1,195                                      | 1,195                                      | 1,195                                      |
| 投票率                                     | 投票率                                     | 投票率                                     | 58.26%                                     | 58.26%                                     | 58.26%                                     |

| 區域   | 選舉人數 | 投票數 | 投票率 | 有效票數 | 無效票數 | 張炯春 | 張炯春 | 林金連 | 林金連 | 李昇翰 | 李昇翰 | 林靜儀 | 林靜儀 | 顏寬恒 | 顏寬恒 |
| 區域   | 選舉人數 | 投票數 | 投票率 | 有效票數 | 無效票數 | 得票數 | 得票率 | 得票數 | 得票率 | 得票數 | 得票率 | 得票數 | 得票率 | 得票數 | 得票率 |
| ------ | -------- | ------ | ------ | -------- | -------- | ------ | ------ | ------ | ------ | ------ | ------ | ------ | ------ | ------ | ------ |
| 沙鹿區 | 73,747   | 43,986 | 59.64% | 43,635   | 351      | 87     | 0.20%  | 156    | 0.36%  | 173    | 0.40%  | 22,025 | 50.48% | 21,194 | 48.57% |
| 烏日區 | 61,395   | 34,770 | 56.63% | 35,771   | 225      | 62     | 0.18%  | 148    | 0.43%  | 124    | 0.36%  | 19,078 | 55.23% | 15,133 | 43.81% |
| 大肚區 | 45,394   | 27,197 | 59.91% | 27,014   | 183      | 54     | 0.20%  | 96     | 0.36%  | 110    | 0.41%  | 13,618 | 50.41% | 13,136 | 48.63% |
| 龍井區 | 62,196   | 36,030 | 57.93% | 34,545   | 259      | 66     | 0.18%  | 130    | 0.36%  | 117    | 0.33%  | 18,041 | 50.43% | 17,417 | 48.69% |
| 霧峰區 | 53,253   | 30,463 | 57.20% | 30,286   | 177      | 68     | 0.22%  | 103    | 0.34%  | 93     | 0.31%  | 15,990 | 52.80% | 14,032 | 46.33% |

## 後續反應

#### 民主進步黨
民主進步黨秘書長林錫耀表示，首先要感謝兩個選區的選民、所有黨公職、台灣基進黨與前立委陳柏惟。林錫耀認為，這次民進黨提名以及台灣基進黨共同支持的林靜儀能獲得如此高的票數，代表鄉親對自己家鄉未來的發展有更高的期待，希望能夠由林靜儀來為鄉親服務。
立委王定宇在臉書發文表示，這是台灣公民用民主的方式擊敗「黑金政治」、終結「惡鬥罷免」的重要一刻。他稱台灣人民主的素質令人敬佩，黑金家族創下史上在中二選區最大的落後差距，林靜儀對戰台灣史上最強的「陸軍（擁有盤根錯節的組織）」，台中第二選區選民做出了對抗龐大組織壓力的選擇。

#### 台灣基進
台灣基進9日晚間發布新聞稿表示，台中第二選區補選的結果由基進黨與民進黨共同推薦的林靜儀，以7840票大勝的差距，暫時終結了中國國民黨與地方派系對台中市第二選區（沙鹿、龍井、大肚、烏日、霧峰）的壟斷。這是繼公投案之後，台灣社會再度痛擊「濫用民主機制」的操作。
主席陳奕齊表示，林靜儀的勝選除了台中市民還給前立委陳柏惟正義之外，更象徵著台灣社會開啟新政治的決心。

#### 台灣綠黨
綠黨9日晚間發布臉書指出，台中市第二選區立委補選結果出爐，由林靜儀當選，綠黨恭喜林靜儀委員和台灣人民用選票守住了優秀人才、珍貴的民主制度，並批評國民黨在各地發起報復性罷免，讓罷免制度淪為政治惡鬥的工具。這次補選的結果讓國民黨不能再惡意操弄罷免，傷害台灣民主選制，是台灣人民用選票粉碎顏家勢力進入國會的野心。

#### 時代力量
時代力量發布新聞稿表示，台中市第二選區立委補選結果出爐，時代力量期許林靜儀能在國會和地方為民眾努力。主席陳椒華亦呼籲林靜儀莫忘民眾期望與善盡民意代表本分，應力守勞權，推動延宕已久的《礦業法》修法，更要徹查中火煤倉基樁工程造假弊案、105號碼頭落入親中顏家手上等重大地方議題。

#### 臺灣民眾黨
台灣民眾黨針對選舉結果回應指出，台中市第二選區立委補選結果出爐，由林靜儀當選，台灣民眾黨恭喜林靜儀時隔兩年重返立院。期盼林靜儀能以尊重民意、超越黨意為優先，來監督政府，在新一波疫情下，全力為民眾把關和打拚。
創黨主席之母何瑞英表示：「不是好人全會贏」，「神也，命也，運也」。

#### 中國國民黨
國民黨在四大公投全面潰敗後，在此次的中二選區立委補選、林昶佐罷免案中皆未成功。國民黨文傳會主委凌濤表示，這次的選舉的在地民意受到執政黨及國家機器的影響，因此也影響到選舉的結果。而其中也看到人民對執政黨及和政府的反感。
臺中市市長盧秀燕以文字訊息回覆記者表示，尊重民意與選舉結果，希望未來新立委為地方多爭取資源，建設台中。

#### 台灣團結聯盟
台灣團結聯盟於臉書發文表示，若國民黨繼續親中，之後很難在重要選舉中取勝。

#### 社社會民主黨
社會民主黨籍臺北市議員苗博雅於臉書上謝謝台中第二選區的選民，在過程中看到政治文化的改善。選民也願意給政治人物改正的機會。

#### 無黨籍
無黨籍高雄市議員黃捷在臉書恭喜林昶佐、林靜儀，並表示這次選舉的結果是國民黨所造成的，可以看出國民黨的不得民心。

### 外界反應
日本《產經新聞》台北支局長矢板明夫於臉書專頁發表個人意見：指林靜儀是主張抗中保台的本土派政治人物，其勝利向國際社會再次顯示了台灣主流社會的聲音，對台灣今後尋求歐盟、美國、日本等國際社會支持，具有重要的意義，亦指公投案和罷免案的門檻過低，執政黨也有一定的責任，這次勝利之後，應考慮修改法律。